# Исаев, Егор Александрович
Его́р (Гео́ргий) Алекса́ндрович Иса́ев (1926—2013) — русский советский поэт, поэт-фронтовик, переводчик и публицист, лауреат Ленинской премии (1980), Герой Социалистического Труда (1986). Секретарь Союза писателей СССР.

## Биография
Георгий Александрович Исаев родился 2 мая 1926 года в селе Коршево (ныне Бобровского района Воронежской области) в крестьянской семье. После начала Великой Отечественной войны вместе со взрослыми и молодёжью школьник Егор Исаев рыл окопы и противотанковые рвы под городом Смоленском.
В Красную Армию призван осенью 1943 года. Начинал армейскую службу, охраняя важные промышленные объекты, в составе войск Народного комиссариата внутренних дел СССР, затем на Кавказе в Пограничных войсках НКВД СССР, заступал в наряды по охране государственной границы СССР с Турцией. В один из дней пограничник Исаев по собственной неосмотрительности упал в ущелье, в результате чего получил травмы и шесть месяцев лечился в госпитале, а после выписки был направлен в действующую армию. К этому времени войска Красной Армии уже освободили Варшаву. Вспоминая впоследствии её дымящиеся развалины, Егор Исаев написал балладу о Варшаве.
Накануне своего 19-летия Егор Исаев в составе войск 1-го Украинского фронта участвовал в Берлинской наступательной операции, в боях под городом Котбус, а затем в освобождении Праги.
После войны младший сержант Егор Исаев в течение пяти лет служил в составе Центральной группы войск: в Чехословакии, Австрии, Венгрии. В этот период в дивизионной газете «На разгром врага» впервые были напечатаны его стихи и заметки. После чего его по приказу Политического управления перевели в газету «За честь Родины», где он служил корректором.
В 1950 году младший сержант Исаев был демобилизован. В том же году он поступил в Москве в Литературный институт имени А. М. Горького и закончил его с отличием в 1955 году. В том же году в «Воениздате» вышла его первая книга — поэма «Волны над Дунаем». Ещё в студенческие годы он публиковал лирические стихотворения, в 1951 году — первую поэму «Лицом к лицу» (в альманахе «Литературный Воронеж»), а в 1953 году — её окончательный вариант под названием «Над волнами Дуная», посвящённую советским воинам, нёсшим службу за рубежами Родины.
По окончании института Егор Исаев работал в издательстве «Советский писатель», в 1981 году его избрали секретарём правления Союза писателей СССР. Им написаны поэмы, изданы публицистические книги, среди которых «Двадцать пятый час», «Мои осенние поля», «Убил охотник журавля», «Жизнь прожить», «Колокол света», «В начале было слово».
В 1990 году подписал «Письмо 74-х».
Был председателем Добровольного общества книголюбов РСФСР.
В 1962 году им написана философско-антифашистская поэма «Суд памяти», а в 1976—1977 годах — поэма «Даль памяти».
Депутат Совета Национальностей ВС СССР 11 созыва (1984—1989) от Хакасской АО.
Имел двух сыновей, двух внуков и внучку.
Скончался 8 июля 2013 года в Москве на 88-м году жизни.
Похоронен на Переделкинском кладбище, рядом с женой, 12 июля.

## Оценки творчества
Свои политические поэмы Исаев писал в подражание А. Твардовскому. Из его произв. обращают на себя внимание только поэмы «Суд памяти» (1962) и «Даль памяти» (1977), написанные между 1956 и 1977 и отмеченные в 1980 Ленинской премией. Здесь в патетически звучащих стихах говорится о трёх бывших солдатах немецкой армии, живущих в ФРГ, которая — в соответствии с советским клише — изображается как милитаристское и фашистское государство. Замысел Исаева, лежащий на поверхности, состоит в напоминании о том, что каждый несёт личную ответственность за судьбу своего народа.
— Вольфганг Казак
Есть и другие оценки поэм Исаева:

В ней [поэме «Суд памяти»] были поставлены вопросы, касающиеся миллионов жителей планеты. Поставлены остро, глубоко, непримиримо. В поэме два действующих лица, два немецких солдата: Курт и Хорст. Третий солдат Ганс, пожалуй, лишь присутствует как носитель авторской мысли. Но эти, первые двое, выражают два разных понятия о войне и мире, противоположных понятия. Курт без ног. Он никогда не забудет, как это было:
 Лечу, а ноги без меня

 Ещё бегут в атаку…
И сквозь эти осязаемые до физической боли чувства он как бы держит на прицеле соседа Хорста, напоминает ему:
 Запомни, Хорст, как дважды два:

 Огонь, он возвращается…
Хорста вся эта острота ещё так болезненно не касается: он сыт и здоров.— Дм. Ковалёв

## Мнения
Журналист Олег Кашин, встречавшийся с Исаевым в 2007 году, суммировал свои оценки в очерке «Человек, которого не было. Разговор с отставным крестьянским поэтом»
Егор Исаев — очень странный поэт. Влюбленные не декламируют его стихи друг другу, романтические особы не переписывают их в тетрадочки. На стихи Исаева не было песен, их не включали в школьные хрестоматии. При этом он, может быть, самый титулованный советский поэт, кавалер и лауреат. Огромные тиражи — и на языке оригинала, и в переводе на языки народов СССР — и стран социалистического содружества. Вероятно, все дело в том, что Егор Исаев был не поэтом, а символом советской поэзии. И, вероятно, сам прекрасно это понимал, потому что, как только советская власть закончилась, отошел от дел…
Вспоминает поэт Евгений Рейн
Так что первая моя книга под названием «Имена мостов» вышла только в 1984 году, причём помог совершенно чужой человек — поэт Егор Исаев, который в те времена возглавлял редакцию русской советской поэзии издательства «Советский писатель». А мне было уже 49 лет! 

## Фильмы и передачи о Егоре Исаеве

Памятная доска Егору Исаеву и табличка музея "А.С. Суворин и Е.А. Исаев — наши земляки" на здании бывшей школы села Коршево Бобровского района Воронежской области

## Произведения

### Поэмы

- «Над волнами Дуная» (1951—1953)
- «Суд памяти» (1956—1962)
- «Даль памяти» (1965—1977)
- «Двадцать пятый час»
- «Жалоба креста»
- «Убил охотник журавля»
- «Буцен»